# Senostoma variegatum
Senostoma variegatum är en tvåvingeart som beskrevs av Macquart 1847. Senostoma variegatum ingår i släktet Senostoma och familjen parasitflugor. Inga underarter finns listade i Catalogue of Life.